# اوت-ساناگا
اوت-ساناگا (به لاتین: Haute-Sanaga) یک منطقهٔ مسکونی در کامرون است که در منطقه مرکز (کامرون) واقع شده‌است. اوت-ساناگا ۱۷٬۱۹۶ کیلومتر مربع مساحت و ۱۱٬۸۵۴ نفر جمعیت دارد.دارای هفت کومون بنامهای 
۱بایبی
۲لمبه یزون
۳ مباندجوک
۴ مینتا
۵ نانگا ابوکو
۶ نکوتنگ
۷ نسم